# Eugène Dorsène
Étienne-Eugène Dorsène, né le 13 juillet 1854 à Saint-Yrieix-la-Perche et mort le 30 octobre 1917 à Périgueux, est un photographe français qui déroula sa carrière essentiellement dans le Périgord.

## Biographie

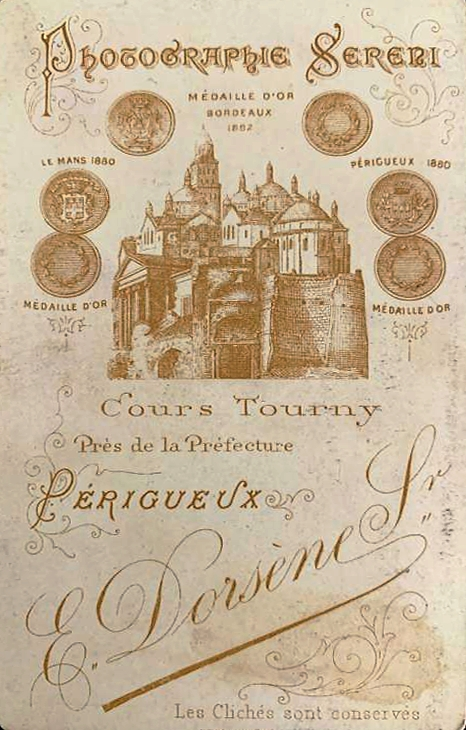
Dos des cartons cartes de visite, Dorsène successeur de Sereni, 1880.

Né dans une famille de cultivateurs, son père était feuillardier, Eugène Dorsène ne poursuit pas de longues études, dès 16 ans il rêve de devenir photographe. Il trouve un emploi d'assistant chez un photographe ambulant qui parcourt 
les campagnes, puis devient opérateur dans un atelier parisien. Après ces quelques années de formation, il revient à Cornille chez ses parents, près de Périgueux et en 1875 il prend en gérance l'atelier Sereni, place de Tourny à Périgueux. En 1883 il épouse Jeanne Trassy, puis achète le fonds de l'atelier photographique Sereni et commence une activité soutenue qui le propulse comme le plus important photographe de la ville.

## Activité
Outre les traditionnelles activités de portraitiste, Dorsène ne manque pas de photographier les évènements et l'actualité de sa région. Il obtient aussi des marchés publics pour la représentation des monuments historiques et fait aussi œuvre d'ethnologie en immortalisant les scènes de la vie paysanne. D'autre part, il est un des premiers à utiliser la photographie aux rayons X mais ne prenant pas assez de précautions, il est atteint par une exposition trop régulière aux rayons et doit être amputé avant de décéder à  63 ans à Périgueux.
Une partie de ses photos documentaires sont conservées aux archives départementales du Périgord. Il est nommé officier d'Académie.

## Distinctions
- Officier d'académie.

## Quelques photographies

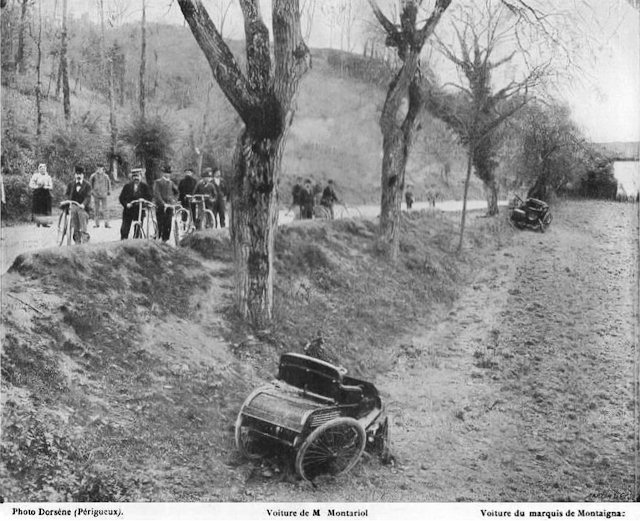
L'accident du Marquis de Montaignac en 1898 près de Périgueux, premier accident mortel lors d'une course automobile.
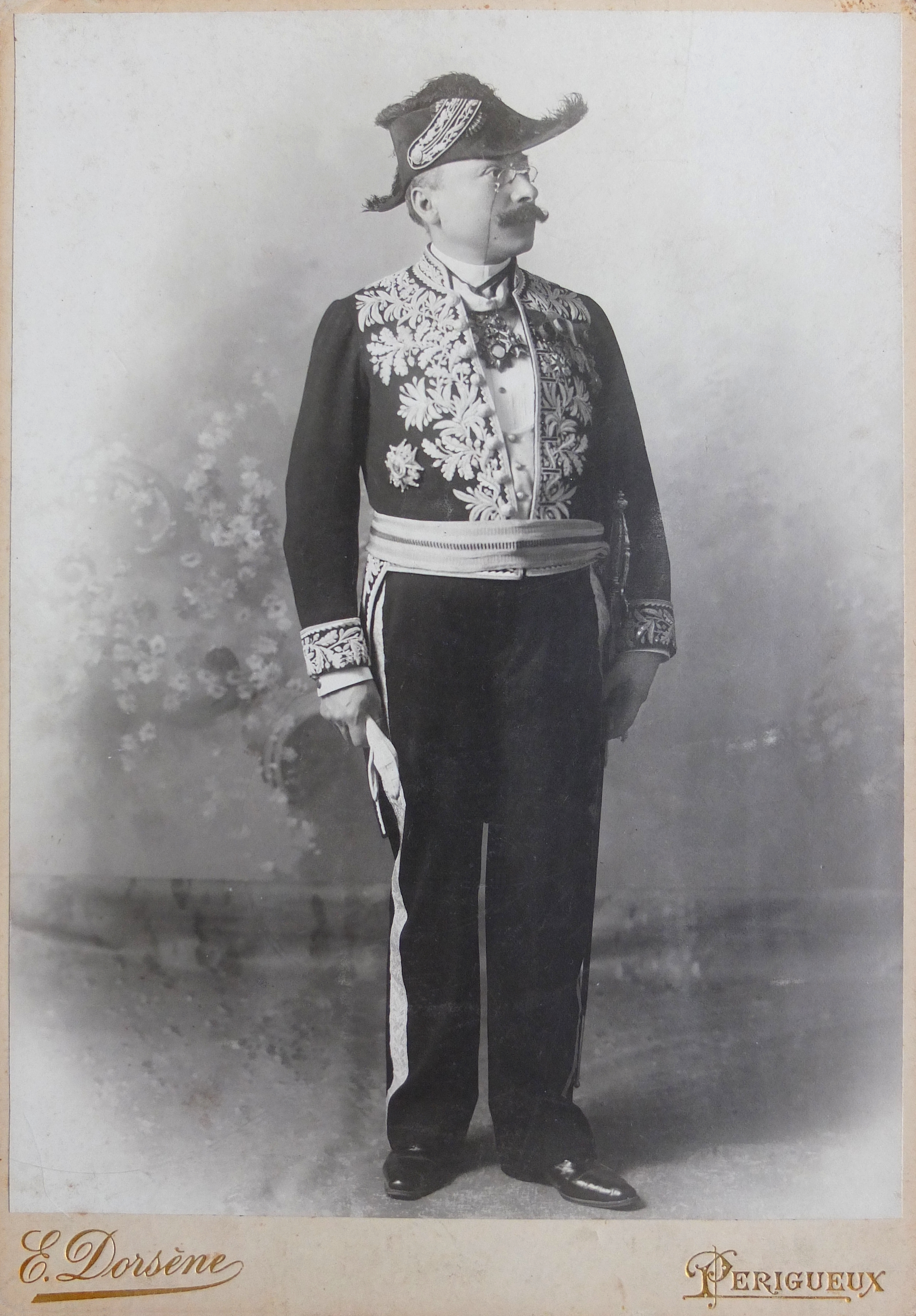
Portrait d'un préfet (non déterminé), sur un carton de Dorsène, vers 1900.
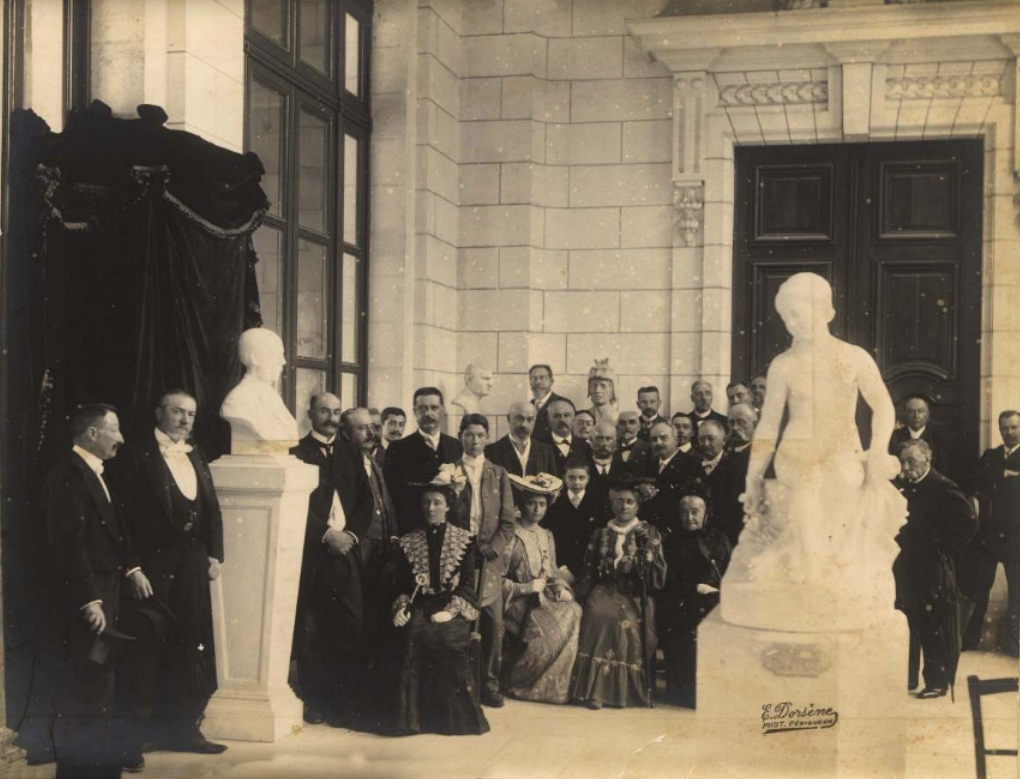
Inauguration du buste de Félix de Verneilh, sculpteur Louis de Coëffard de Mazerolles au Musée d'art et d'archéologie du Périgord, vers 1890 (?).
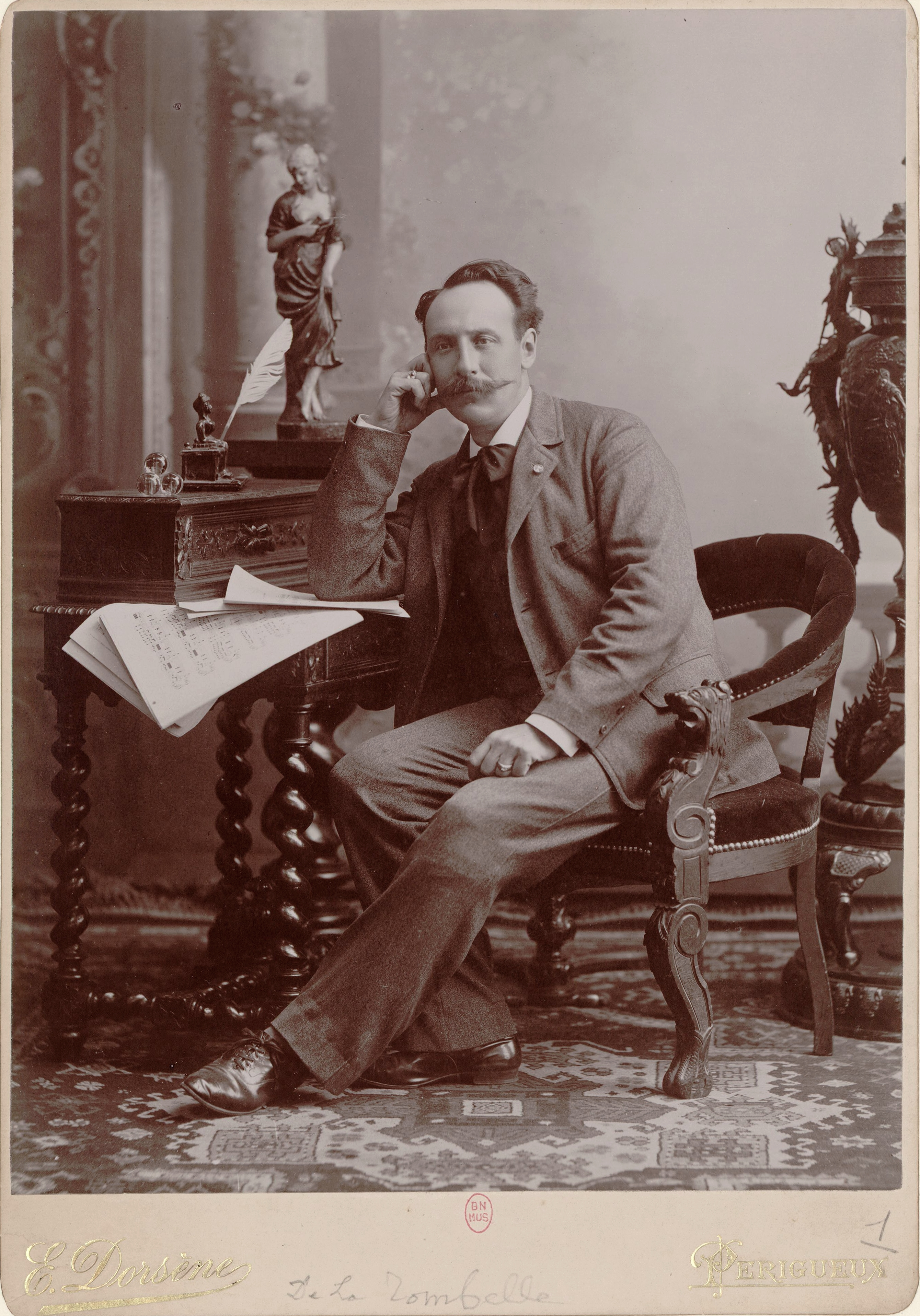
Portrait de Fernand de La Tombelle, 1890, BnF.